# Ryō Takano
Ryō Takano (高野 遼?, Takano Ryō; Yamato, 13 novembre 1994) è un calciatore giapponese, difensore del Sagamihara.

## Palmarès

### Club

#### Competizioni nazionali
- Campionato giapponese: 1

Yokohama F·Marinos: 2019
- J2 League: 1

Júbilo Iwata: 2021